# Ocean-serie

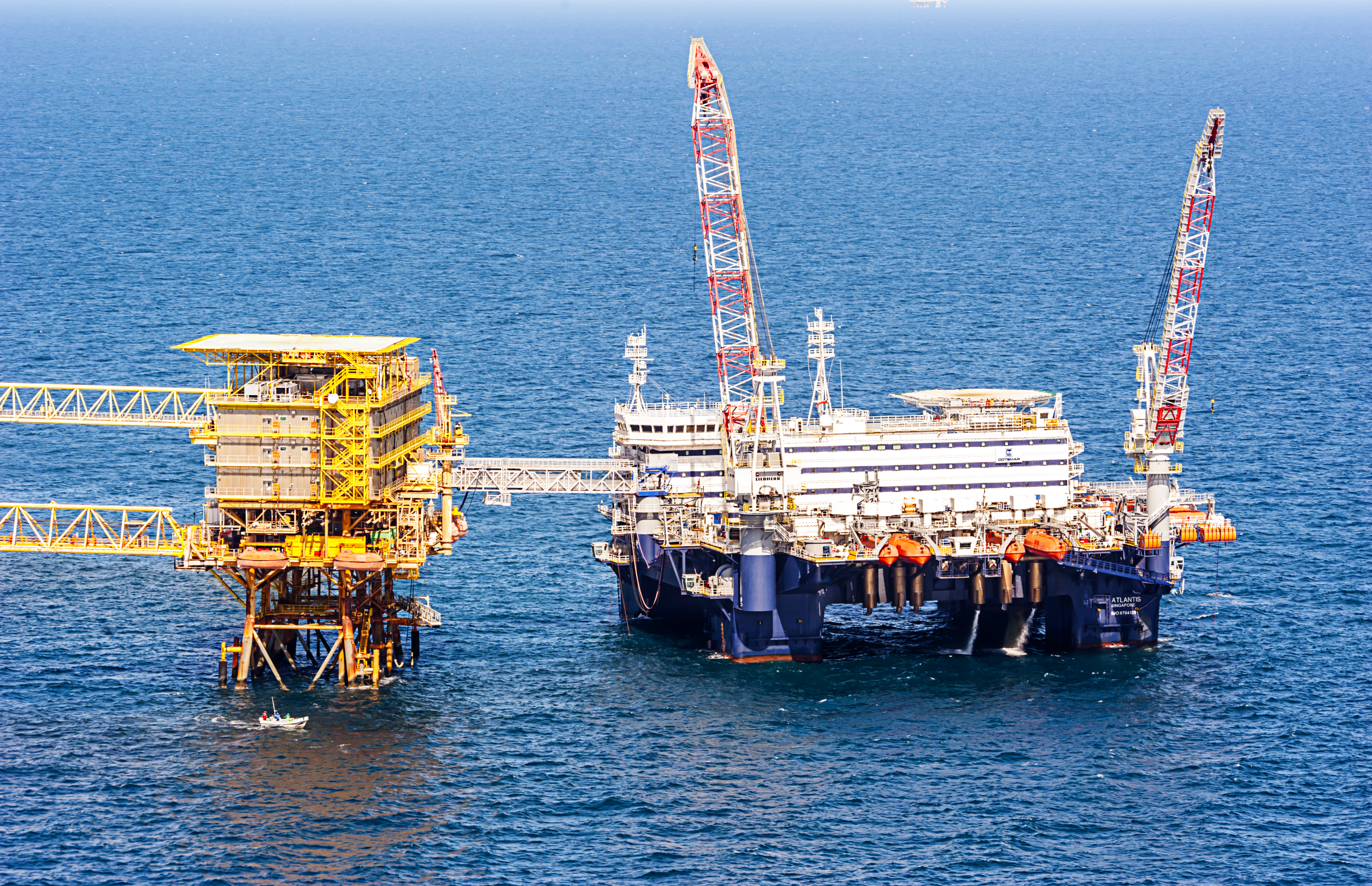
De Atlantis

Ocean is een serie van ontwerpen van halfafzinkbare boorplatforms en accommodatieplatforms van GustoMSC. Het ontwerp bestaat uit twee parallelle pontons met elk twee kolommen met daarop het werkdek.

## Types
| Type         | Lengte | Breedte | Waterdiepte | Boordiepte |
| ------------ | ------ | ------- | ----------- | ---------- |
| Ocean400     | 83,5 m | 63 m    |             |            |
| Ocean500     | 95 m   | 67 m    |             |            |
| Ocean400-TD  | 83,5 m | 63 m    | 2000 m      | 9000 m     |
| Ocean850-HE  | 80 m   | 78 m    | 1000 m      |            |
| Ocean1100    |        |         |             |            |
| Ocean1600-HE | 92 m   | 88 m    | 3000 m      |            |

## Ocean-serie
| Type         | Naam       | Werf                       | Jaar             | IMO-nummer |
| ------------ | ---------- | -------------------------- | ---------------- | ---------- |
| Ocean 400-TD | EDrill-3   | COSCO (Guangdong) Shipyard |                  | 9687916    |
| Ocean 500    | Neptuno    | COSCO (Nantong) Shipyard   | 5 januari 2015   | 9662136    |
| Ocean 500    | Atlantis   | COSCO (Nantong) Shipyard   | 2 september 2015 | 9704128    |
| Ocean 500    | Safe Notos | COSCO (Qidong) Shipyard    | februari 2016    | 9721762    |
| Ocean 500    | Safe Eurus | COSCO (Qidong) Shipyard    |                  | 9721774    |